# Robert Aymar

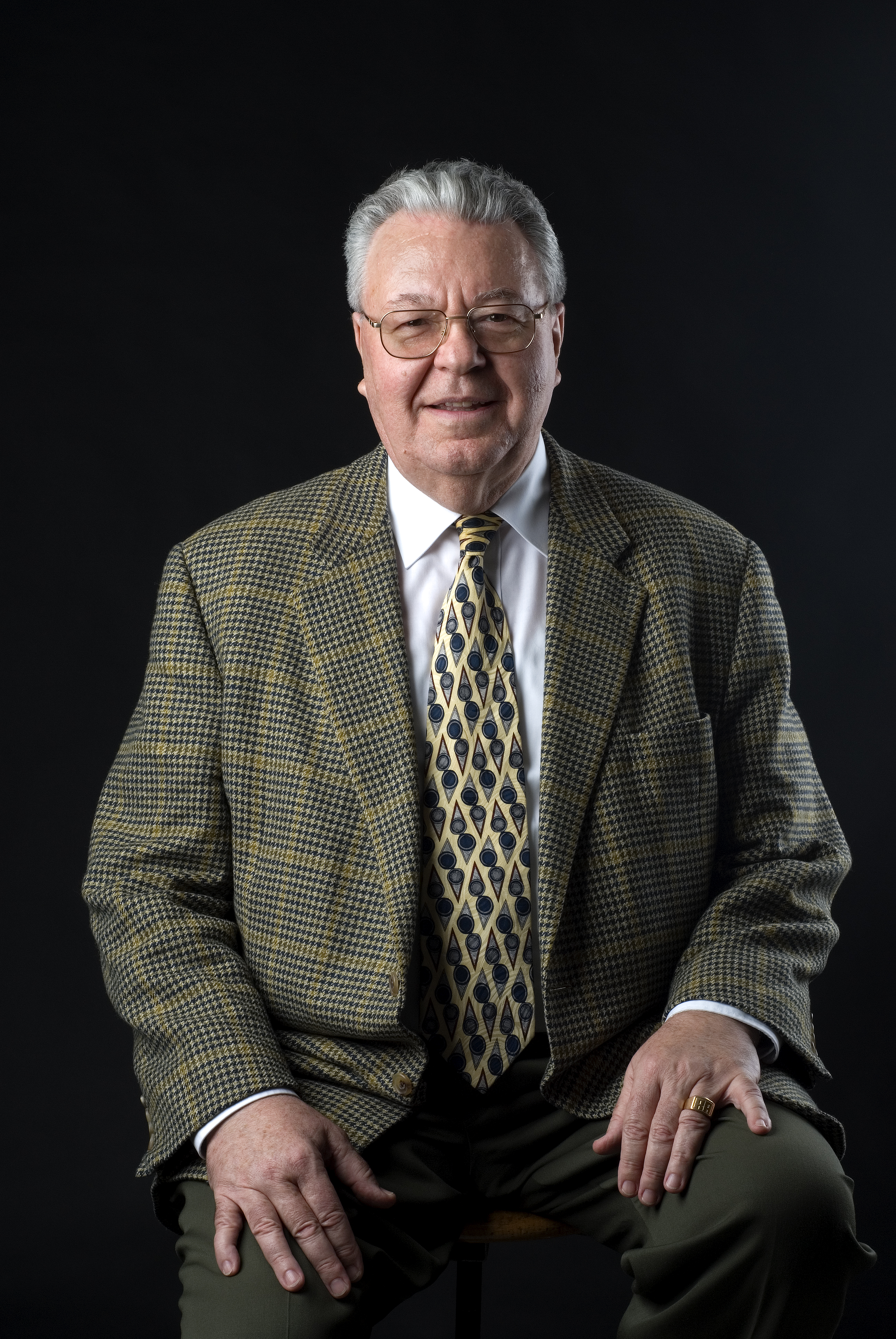
Robert Aymar, 2006

Robert Jean-Marie Aymar (* 23. März 1936; † 23. September 2024 in Sainte-Foy-lès-Lyon) war ein französischer Physiker und Generaldirektor der Europäischen Organisation für Kernforschung CERN in Genf.
Nach dem Studium der Physik an der École polytechnique trat Robert Aymar dem Corps des Poudres bei, einer staatlichen Einrichtung mit langer Tradition, die für Entwicklung und Herstellung von Sprengstoffen zuständig war und 1968 im Corps des ingénieurs de l’armement aufging.
1959 wurde er an die französische Atomenergiebehörde CEA (Commissariat à l’énergie atomique) abgeordnet und fokussierte seine Forschungen auf dem Gebiet der fundamentalen Plasma-Physik sowie ihrer Anwendung für die kontrollierte thermonukleare Kernfusion.
1977 übernahm er die Leitung des Fusionsexperiments Tore Supra in Cadarache, bei dem es sich um einen Tokamak mit supraleitenden Magneten handelt. Diese Position besetzte er bis 1988 und führte das Projekt von der Konzeptions- und Planungsphase bis zur ersten Produktion eines Plasmas an.
1990 wurde er Mitglied der Direktion für Materialwissenschaften des CEA.
Ab 1994 war er Leiter des Projektes ITER, wofür er 2006 den Global-Energy-Preis erhielt.
Von Januar 2004 bis Dezember 2008 war er als Nachfolger von Luciano Maiani Generaldirektor des CERN. Sein Nachfolger wurde Rolf-Dieter Heuer.
Robert Aymar war Mitglied vieler Aufsichtsgremien und Beiräte von Großforschungseinrichtungen, darunter das Institut Laue-Langevin (ILL) und die europäische Synchrotronstrahlungsquelle ESRF in Grenoble sowie der europäische Fusionsreaktor JET in England.
2012 erhielt Aymar den IEEE Max Swerdlow Award for Sustained Service to the Applied Superconductivity Community. Ab 1980 war Aymar Ritter und ab 1988 Offizier des nationalen Verdienstordens Frankreichs sowie ab 2008 Komtur mit Stern des Ordens des Löwen von Finnland. 2011 wurde er Ritter der Ehrenlegion.